# Rhypopteryx flavinotata
Rhypopteryx flavinotata är en fjärilsart som beskrevs av Butler 1898. Rhypopteryx flavinotata ingår i släktet Rhypopteryx och familjen tofsspinnare. Inga underarter finns listade.